# Wipkingen
Wipkingen (toponimo tedesco) è un quartiere di Zurigo di 15 164 abitanti, nel distretto 10.

## Storia
Già comune autonomo, nel 1893 è stato accorpato al comune di Zurigo assieme agli altri comuni soppressi di Aussersihl, Enge, Fluntern, Hirslanden, Hottingen, Leimbach, Oberstrass, Riesbach, Unterstrass, Wiedikon e Wollishofen. Dopo l'incorporazione formò, assieme a Oberstrass e Unterstrass, il IV distretto; nel 1913 passò al nuovo distretto 10 assieme a Höngg.

## Monumenti e luoghi d'interesse
- Chiesa riformata, attestata dal 1270 e ricostruita nel 1909[1];
- Chiesa cattolica del Buon Pastore, eretta nel 1923[1].

## Società

### Evoluzione demografica
L'evoluzione demografica è riportata nella seguente tabella:
Abitanti censiti

## Amministrazione
Ogni famiglia originaria del luogo fa parte del cosiddetto comune patriziale e ha la responsabilità della manutenzione di ogni bene ricadente all'interno dei confini del comune.